# Даматуру
Даматуру (англ. Damaturu) — город и район местного управления на северо-востоке Нигерии, административный центр штата Йобе.

## История
Город неоднократно подвергался нападениям со стороны боевиков радикальной исламистской группировки Боко харам, добивающейся создания на севере Нигерии исламского государства. 5 ноября 2011 года ими была осуществлена серия взрывов, после чего началась перестрелка с силами нигерийской полиции. 25 декабря 2011 года в городе прогремело ещё два взрыва.

## Географическое положение
Город находится в восточной части штата, к северу от реки Гунгеру (бассейн реки Бенуэ). Абсолютная высота — 455 метров над уровнем моря.
Даматуру расположен на расстоянии приблизительно 567 километров к северо-востоку от Абуджи, столицы страны.

## Население
По данным переписи 1991 года численность населения Даматуру составляла 141 897 человек.
Динамика численности населения города по годам:
| 1991    | 2012   |
| ------- | ------ |
| 141 897 | 46 371 |

## Транспорт
Через город проходит автомагистраль A3. Ближайший аэропорт расположен в городе Баджога.